# Hamidashi Creative
Hamidashi Creative (яп. ハミダシクリエイティブ Хамидаси Куриэйтибу), официально сокращаемая как Hamikuri (ハミクリ Хамикури) — визуальная новелла для взрослых, разработанная и выпущённая Madosoft 25 сентября 2020 года на Microsoft Windows. Позднее она была портирована iMel на PlayStation 4 и Nintendo Switch в июне 2021.
Фан-диски под заголовками Hamidashi Creative Totsu (яп. ハミダシクリエイティブ凸) и Hamidashi Creative Re:Re:call (яп. ハミダシクリエイティブRe:Re:call) были выпущены на Windows в ноябре 2022 года и апреле 2025, соответственно. Аниме-сериал по мотивам игр в формате коротких серий производства Hayabusa Film транслировался с октября по декабрь 2024 года.

## Сюжет
Тихо проводивший в одиночестве свои школьные дни Томохиро Идзуми внезапно оказывается в центре внимания, когда его случайным образом выбирают следующим президентом студенческого совета посредством организованной школой жеребьёвки. Желая собрать команду, Томохиро обращается к своему советнику, но все предложенные кандидаты оказались ученицами-прогульщицами. Несмотря на свалившиеся трудности, Томохиро начинает свою президентскую деятельность. Вскоре появляется прежняя президентка совета, Сио Камакура, некоторое время отсутствовшая. Выясняется, что Сио — известный писатель, которая отправилась в исследовательскую поездку, так и не передав свои обязанности.

## Персонажи

### Основные персонажи
Томохиро Идзуми (яп. 和泉 智宏 Идзуми Томохиро) — протагонист, признанный как самим собой, так и окружающими «человеком в тени», тем не менее, неожиданно становший объектом всеобщего внимания, будучи назначенным президентом студсовета.
Хиёри Идзуми (和泉 妃愛 Идзуми Хиёри) — младшая сестра Томохиро. Она крайне любит баловать своего брата, и без возможности позаботиться о нём буквально теряет почву под ногами. В прошлом ребёнок-актёр, а в настоящее время — популярная сэйю, благодаря чему помогает содержать семью.
Сэйю: Хитоми Янаги, Мэгуми Тода (аниме)
Кано Токива (常磐 華乃 Токива Кано) — одноклассница Томохиро, переставшая посещать школу уже на второй день после перевода в класс. Популярный иллюстратор, работающая над графикой для игр и прочих проектов. Любит такояки и также является фанаткой Хиёри.
Сэйю: Хана Акино, Хотори Асами (аниме)
Асуми Нисики (錦 あすみ Нисики Асуми) — младшеклассница Томохиро, которая давно не появляется в школе. Судьба сводит их в круглосуточном магазине, где та покупает свои любимые мясные булочки. Одна из знаменитых витуберов под псевдонимом Сики Юкигэ (雪景 シキ Юкигэ Сики), особенно славится своим вокальными данными.
Сэйю: Юкино Цумуги
Сио Камакура (鎌倉 詩桜 Камакура Сио) — бывшая глава студенческого совета. Харизматичная, но неординарная личность, однажды уволившая всех своих подчинённых. В данный момент активно творит как профессиональная писательница, а личный школьный опыт превращает в материал для своих романов.
Сэйю: Миу Хамабэ, Мики Хориба (аниме)

### Повышенные до основных вHamidashi Creative Totsu
Амэри Рюкан (竜閑 天梨 Рю:кан Амэри) — одноклассница Томохиро, стоящая на вершине социальной иерархии класса. Она популярная модель и часто появляется в подростковых журналах, но за внешним блеском скрывает переживания из-за трудностей в нахождении друзей и общении.
Сэйю: Сара Аюми, Риэ Окамото (аниме)

### Повышенные до основных вHamidashi Creative Re:Re:call
Ририко Хидзири (聖 莉々子 Хидзири Ририко) — президент студсовета академии Юригаминэ — престижной школы для девушек из знатных семей. Её стиль общения, словно смотря на других свысока, пугает одноклассников. Считает Сио своим главным соперником.
Сэйю: Канна Нацуки

### Прочие персонажи
Мири Идзуми (яп. 和泉 里 Идзуми Мири) — двоюродная сестра Томохиро. Также она не только является его классным руководителем, но и консультирует школьный совет. Когда-то она была моделью для журналов, и её привлекательность не оставляет равнодушными учеников мужского пола.
Сэйю: Самма Адзи
Хирому Синкава (新川 広夢 Синкава Хирому) — одноклассник Томохиро, один из немногих, кто не стесняется проявлять к нему дружелюбие. Парень с милым и женственным лицом настолько, что его нередко принимают за девушку.
Сэйю: Судзу Садзанами
Канна Канда (神田 柑凪 Канда Канна) — одна из новых членов студенческого совета. Появляется только в Hamidashi Creative Totsu.
Сэйю: Юка Нанакуса
Иина Иида (飯田 伊々奈 Иида Иина) — одна из новых членов студенческого совета. Появляется только в Hamidashi Creative Totsu.
Сэйю: Сино Амэкава

## Разработка
Геймдизайнер Модзясубии высказался о теме проекта как «Прогулы школы × творчество». В игре есть персонаж, выступающий в роли витубера, на что в интервью Tech Gian в сентябре 2020 Модзясубии отметил:

Проекты с виртуальными ютуберами активно развиваются и у других компаний, и я вижу, что коллаборации с ними или их персонажами сейчас достаточно популярны. Для нас, Madosoft, тоже приятно, что мы смогли привлечь новую аудиторию. В то же время довольно нетривиальной задачей является создание не столько самого витубера, сколько персонажа, ими вдохновлённого. Даже возник вопрос: кто и когда займётся преодолением этой тонкой, но глубокой пропасти между виртуальными ютуберами и героинями эроге?
Оригинальный текст (яп.)他社様でもVTuber関係の案件は盛り上がっていて、業界としてVTuberとのコラボやVTuberキャラクターが旬だな、と感じています。まどそふととしましても、新しいユーザーの方に触れていただけたようでなによりです。一方で、（VTuberそれ自体ではなく）VTuberを題材としたキャラクターを作るというのは、実は結構独特な作業になるんですね。VTuberとエロゲヒロインの間に横たわる細く深い溝にいったい誰がいつ向き合うのだろう、といったことも感じました。

### Кастинг
Роль Кано Токивы, одной из героинь, в отличие от других проектов, куда Хану Акино приглашали, досталась той после прослушивания. Акино объяснила, что решила поучаствовать в отборе из-за своего сходства с персонажем: её привлекли отаку-подобный черты Кано и её творческий подход. Актриса также отметила, что ей очень понравилось работать над этой ролью.

## Приём
Геймдизайнер Модзясубии в сентябрьском интервью Tech Gian в 2020 году отметил, что после того, как они месяцем ранее выпустили веб‑демоверсию, её с удовольствием опробовали даже пользователи Mac и владельцы смартфонов, и команда Madosoft в целом получила очень позитивные отклики.

### Продажи и награды
В рейтинге продаж на Getchu.com за 2020 год игра заняла четвёртое место.
В ежемесячном голосовании Getchu «Эту игру обязательно стоит пройти!» за сентябрь 2020 игра заняла второе место, игра также оказалась на втором месте по итогам в ежегодного рейтинга Moe Game Award 2020 года.

## Аниме
| Зрительский рейтинг | Зрительский рейтинг | Зрительский рейтинг |
| (на 10 мая 2025)    | (на 10 мая 2025)    | (на 10 мая 2025)    |
| ------------------- | ------------------- | ------------------- |
| Сайт                | Оценка              | Голосов             |
| AniDB               | · ссылка            | 31                  |
| IMDB                | · ссылка            | 10                  |

По результатам проводившегося с 30 июня по 28 августа 2023 года краудфандинга на создание аниме-адаптации было принято решение о начале производства сериала. Аниме по мотивам игры из 12 коротких серий было создано Hayabusa Film и транслировалось с октября по декабрь 2024 года. Главной темой служит Hayo, New World. (はよ、New World.) в исполнении Мэгу Сакурагавы.
| 1 | «Такояки куриэйтибу» (たこ焼きクリエイティブ)                                              | 4 октября 2024  |
| Пятеро человек собрались в кабинете студсовета. Но вместо собрания заседания совета они организовали «Группу поиска идеальных такояки». Оказывается, их цель — найти наилучший ингредиент в качестве замены осьминогу в начинке. Под руководством Кано, заядлой поклонницы такояки, команда начала экспериментировать с разными ингредиентами.                                                                         |                                                                                            |                 |
| 2 | «Хакутё: ва гамэн но муко:гава дэ унтара кантара» (白鳥は画面のむこう側でうんたらかんたら) | 11 октября 2024 |
| Хиёри, Кано и Сио вчетвером находились в гостях у Асуми во время трансляции Сики Юкигэ. Пока трое в соседней комнате с интересом наблюдали за Асуми, Кано рыдала в одиночестве. Всё потому, что она была приглашена гостьей на эфир как иллюстратор Сики под псевдонимом «Нонока», и Кано корила себя из прошлого за то, что когда-то согласилась участвовать в этом. А время её выхода тем временем всё приближается. |                                                                                            |                 |
| 3 | «800 SP босю: курай но яцу» (800SP募集くらいのやつ)                                        | 18 октября 2024 |
| Кано участвует на ярмарке додзинси, а Амэри и Сио пришли её поддержать. Однако из-за ошибки в заказе им привезли гораздо больше экземпляров, чем ожидалось. Втроём они изо всех сил старались всё распродать, но уже к середине поток клиентов прекратился, и много додзинси осталось не раскупленными. Кано уже готова была опустить руки, как вдруг к их стенду приблизилась тень...                                 |                                                                                            |                 |
| 4 | «Татакау на» (戦うな)                                                                      | 25 октября 2024 |
| Звезда озвучки Хиёри Идзуми никогда не останавливается в самосовершенствовании. Словно лебедь, грациозно плывущий благодаря невидимым усилиям ногами, она упорно работает за кадром. Её следующая роль — второй сезон аниме Tatakae! Tori Tetsu Musume. Репетиции с четырьмя её коллегами проходят хорошо, но финальная реплика никак не получается. И немудрено — ведь её нужно произнести как ad libitum.            |                                                                                            |                 |
| 5 | «Амэрия Бурума дзёси ни сасагу» (アメリア・ブルマー女史に捧ぐ)                             | 1 ноября 2024   |
| Будучи иллюстратором, Кано часто изображала героинь в спортивных блумерах. Однако, осознав, что никогда не видела их в реальности, она забеспокоилась: «Может ли она всё ещё называть себя профессионалом?». Как итог, Кано уговорила Хиёри, Асуми, Сио и Амэри примерить блумеры для референсов, пока она с энтузиазмом делает зарисовки.                                                                             |                                                                                            |                 |
| 6 | «Одэн ни сио какэру» (おでんに塩かける？)                                                  | 8 ноября 2024   |
| Осенью год назад. Сио молчаливо работающая одна в кабинете ученического совета. Раньше здесь кипела жизнь и было пять членов совета, но теперь осталась только она. Тишину нарушали только постукивания по клавиатуре, а в памяти эхом всплывали голоса покинувших членов. Такова неизвестная история харизматичной главы Сио Камакуры ещё до основания нынешнего совета.                                              |                                                                                            |                 |
| 7 | «Сёсинся ва со:би о тайсэцу ни нэ!» (初心者は装備を大切にね！)                             | 15 ноября 2024  |
| Ясный солнечный день, идеальный для отдыха на море. Пятеро подруг должны были бы играть в воде на пляже, но почему-то оказались на лодке. Сио, не обращая внимания на других, невозмутимо ловит рыбу в одиночестве. Глядя на неё, остальные также проводят время на судне, занимаясь, кто чем хочет. Хиёри и Кано планировали любоваться видами, но в итоге тоже втянулись в рыбалку с Сио.                            |                                                                                            |                 |
| 8 | «Сосю Хэйранки» (相州兵乱記)                                                               | 22 ноября 2024  |
| Пятеро подруг собрались в выходной день, чтобы отправиться осматривать замки. Инициатор поездки Амэри водила их по замкам в окрестностях Канто, подробно делясь фактами. Кано восхищалась, как Амэри легко делилась знаниями, неизвестными даже Сио. Но чем дальше они продвигались, тем больше проявлялись несоответствия.                                                                                            |                                                                                            |                 |
| 9 | «Камакура кайдо: о миги ни» (鎌倉街道を右に)                                               | 29 ноября 2024  |
| Ранним утром в одном из районов Тидамы. Сио, наконец получившая права и машину, пригласила четверых подруг на свою первую поездку за рулём. Каково было их удивление, когда оказалось, что Сио купила ни что иное, как джип, чей громоздкий вид не очень вписывался в дороги Тидамы. Пока девчонки оживлённо обсуждали новую машину, они незаметно выехали на скоростное шоссе...                                      |                                                                                            |                 |
| 10 | «Хамидаси Хайсупэкку» (ハミダシハイスペック)                                               | 6 декабря 2024  |
| Асуми и четверо её подруг отправились в открытый горячий источник. Пока все переодевались в раздевалке, Асум первой шагнула в воду и заметила плавающий на поверхности объект чёрного цвета и жутковатой формы. «Неужели это... то самое? Но как оно тут оказалось?» — замерла Асуми в недоумении. Но не успела она опомниться от размышлений, как остальные четверо уже вошли в ванну...                              |                                                                                            |                 |
| 11 | «Кё:дай ботти» (兄妹ぼっち)                                                                | 13 декабря 2024 |
| «С детства я была ребёнком, справлявшимся с большинство задач не хуже других. И когда мне показалось, что я уже понимаю, как устроен мир, я вообразила себя взрослой». Монолог Хиёри на школьном фестивале. В нём — история о скрытой правде «меня» и благодарности от «меня» к «старшему брату». Один из самых любимых среди фанатов эпизодов оригинала адаптирован для аниме-версии.                                 |                                                                                            |                 |
| 12 | «Якинику куриэйтибу» (焼き肉クリエイティブ)                                                | 20 декабря 2024 |
| После успешного завершения школьного фестиваля студсовет и компания собрались на праздничный ужин в якинику-ресторане. Поскольку ужин был на угощение учителем, они наслаждались заказанным мясом, как вдруг неожиданно принесли пять порций дорогого шатобриана. Все пятеро оказались в замешательстве. |                                                                                            |                 |

### Игры
- madosoft.net/hamidashi/ (яп.) — официальный сайт Hamidashi Creative
- madosoft.net/totsu/ (яп.) — официальный сайт Hamidashi Creative Totsu
- madosoft.net/rerecall/ (яп.) — официальный сайт Hamidashi Creative Re:Re:call

### Аниме-сериал
- hcanime.com (яп.) — официальный сайт аниме-адаптации

- Аниме «Hamidashi Creative» (англ.) в энциклопедии сайта Anime News Network
- Аниме «Hamidashi Creative» (англ.) в базе данных AniDB